# Richmond (hrabstwo Chittenden)
Richmond – jednostka osadnicza w Stanach Zjednoczonych, w stanie Vermont, w hrabstwie Chittenden.